# Cortenedolo
Cortenedolo (Cortenédol in dialetto camuno) è una frazione del comune di Edolo, in alta Val Camonica, provincia di Brescia.

## Geografia fisica

### Territorio
Cortenedolo è la frazione di Edolo più prossima al comune di Corteno Golgi.

## Storia
Lunedì 16 marzo 1299 i consoli della vicinia di Cortenedolo, Ottolino Corveli e Lanfranco di Flamberto, si recano ad Edolo dove è presente Cazoino da Capriolo, camerario del vescovo di Brescia Berardo Maggi. Qui confermano che nel loro territorio ogni diritto, consuetudine e giurisdizione apparteneva al vescovo di Brescia, e versando le decime. Viene ricordato che i vicini di Cortenedolo detenevano da quasi un cinquantennio l'alpeggio de Pathrio (monte Padrio). Sono enumerati 30 manenti.
Il 14 ottobre 1336 il vescovo di Brescia Jacopo de Atti investe iure feudi dei diritti di decima nei territori di Incudine, Cortenedolo, Mù, Cemmo, Zero, Viviano e Capo di Ponte a Maffeo e Giroldo Botelli di Nadro.
Alla pace di Breno del 31 dicembre 1397 i rappresentanti della comunità di Cortenedolo, Giovanni Erla e il notaio Bormino Albertoni, si schierarono sulla sponda ghibellina.
Il 17 settembre 1423 il vescovo di Brescia Francesco Marerio investe iure feudi dei diritti di decima nei territori di Monno, Cevo, Andrista, Grumello, Saviore, Cemmo, Ono, Sonico, Astrio, Malegno, Cortenedolo, Vione, Incudine e Berzo Demo a Bertolino della Torre di Cemmo .
Il 29 ottobre 1425 il vescovo di Brescia Francesco Marerio investe iure feudi dei diritti di decima nei territori di Ono e Cortenedolo Comicino dei Federici di Angolo Terme.

### Feudatari locali
Famiglie che hanno ottenuto l'infeudazione vescovile dell'abitato:
| Famiglia    | Stemma | Periodo |
| Botelli     |        | 1336 -  |
| Della Torre |        | 1423 -  |
| Federici    |        | 1425 -  |

## Monumenti e luoghi d'interesse

### Architetture religiose
Le chiese di Cortenedolo sono:
- Parrocchiale di S. Gregorio Magno, eretta sulla precedente parrocchiale nel 1763. Nel 1777 Giacomo Antonio Corbellini affrescò la volta. il portale d'ingresso è in marmo di Vezza.
- Chiesa sussidiaria dei santi Fabiano e Sabastiano, sorge lungo la via per Vico, è stata rimaneggiata nel XIX secolo.

## Società

### Tradizioni e folclore
Gli scütüm sono nei dialetti camuni dei soprannomi o nomiglioli, a volte personali, altre indicanti tratti caratteristici di una comunità. Quello che contraddistingue gli abitanti di Cortenedolo è "hìme hèche" (cime secche) oppure "sbètec" (buccia dell'uva schiacciata).

## Galleria d'immagini

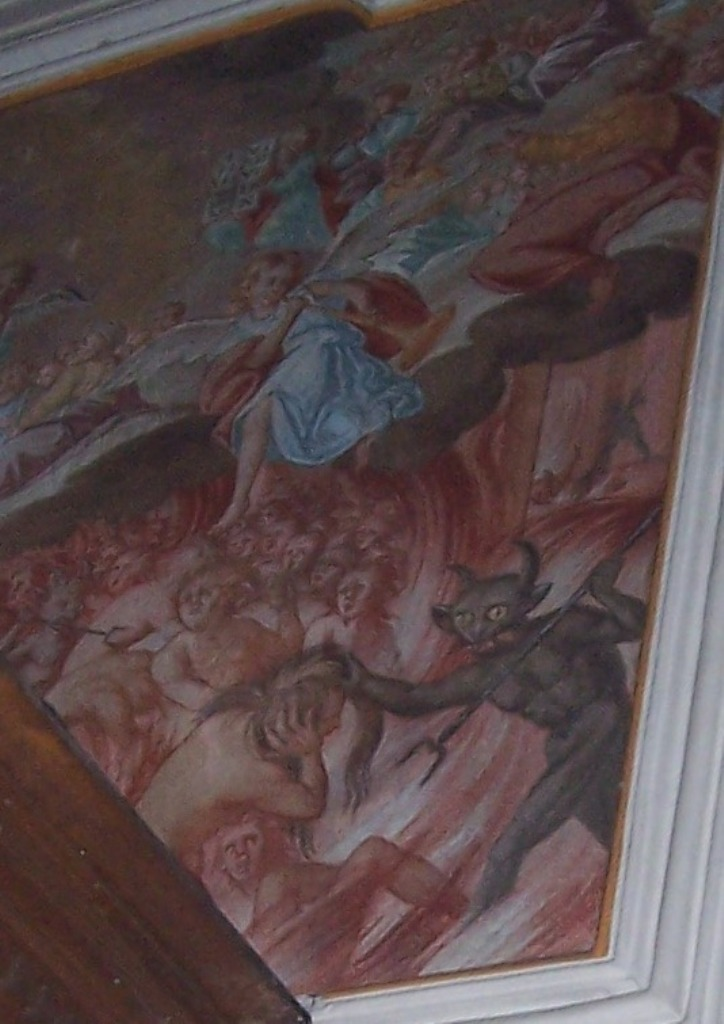
Dettaglio della chiesa di S. Gregorio
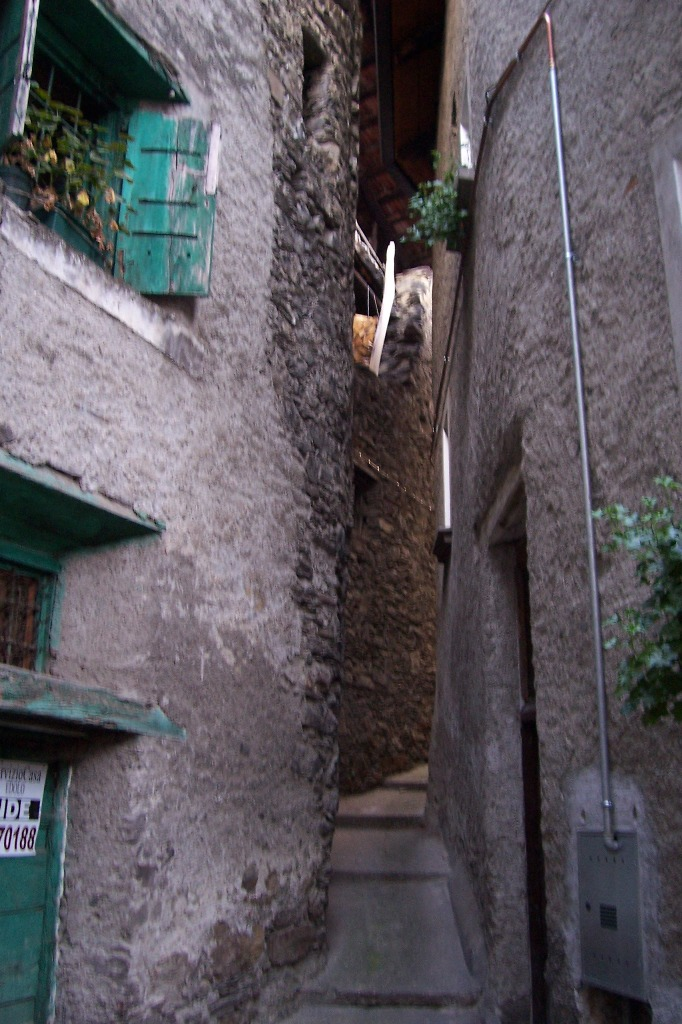
Vicolo
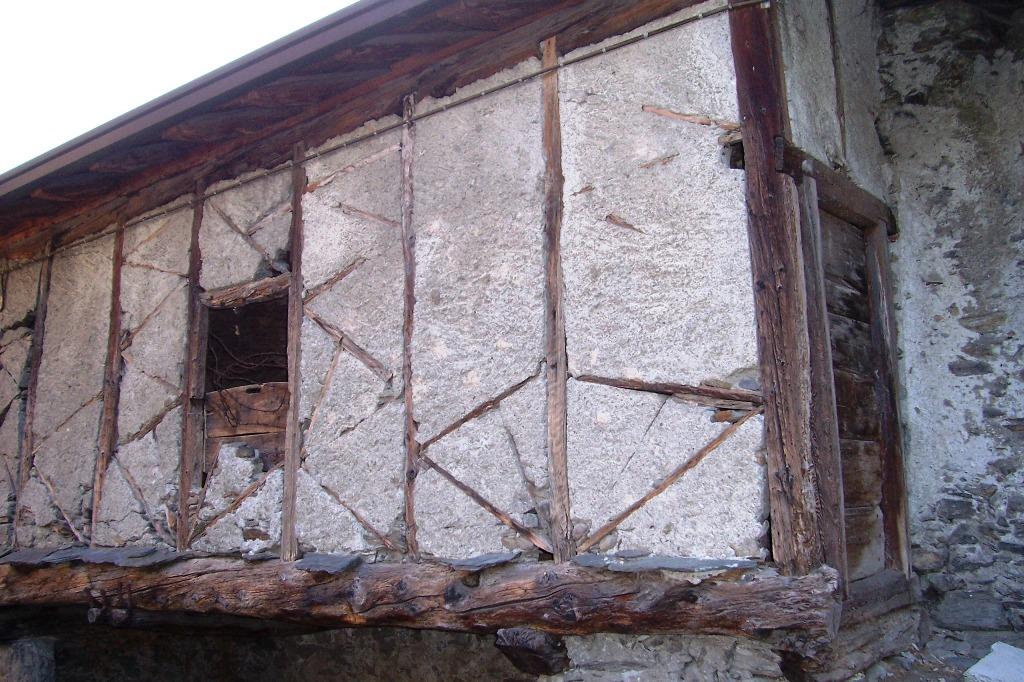
Antica struttura